# Bengalia jejuna
Bengalia jejuna este o specie de muște din genul Bengalia, familia Calliphoridae. A fost descrisă pentru prima dată de Fabricius în anul 1787. Conform Catalogue of Life specia Bengalia jejuna nu are subspecii cunoscute.